# Camponotus clypeatus
Camponotus clypeatus är en myrart som beskrevs av Mayr 1866. Camponotus clypeatus ingår i släktet hästmyror, och familjen myror. Inga underarter finns listade.